# Hydrophis kingii
Hydrophis kingii là một loài rắn trong họ Rắn hổ. Loài này được Boulenger mô tả khoa học đầu tiên năm 1896.